# Promozione Puglia 1954-1955
La Promozione fu il massimo campionato regionale di calcio disputato in Puglia nella stagione 1954-1955.
A ciascun girone, che garantiva al suo vincitore la promozione in IV Serie a condizione di soddisfare le condizioni economiche richieste dai regolamenti, partecipavano sedici squadre, ed era prevista la retrocessione delle quattro peggio piazzate, anche se erano possibili aggiustamenti automatici per ripartire fra le appropriate sedi locali le squadre discendenti dalla IV Serie.

## Squadre partecipanti
| Club                               | Città                      |
| ---------------------------------- | -------------------------- |
| A.S. Acquaviva                     | Acquaviva delle Fonti (BA) |
| S.S. Barletta                      | Barletta (BAT)             |
| A.S. Bisceglie                     | Bisceglie (BAT)            |
| A.S. Casarano                      | Casarano (LE)              |
| S.S. C.R.A.L. Salina - sez. Calcio | Margherita di Savoia (FG)  |
| A.S. Francavilla                   | Francavilla Fontana (BR)   |
| G.S. Incedit                       | Foggia                     |
| A.S. Liberty                       | Bari (Bari)                |
| A.S. Manfredonia                   | Manfredonia (FG)           |
| A.C. Martina                       | Martina Franca (TA)        |
| Pol. Massafrese                    | Massafra (TA)              |
| A.S. Mesagne                       | Mesagne (BR)               |
| A.S. Ostuni                        | Ostuni (BR)                |
| A.S. Palo                          | Palo del Colle (BA)        |
| S.S. Pro Gioia                     | Gioia del Colle (BA)       |
| A.S. Torremaggiore                 | Torremaggiore (FG)         |

## Classifica finale
|  | Pos. | Squadra                | Pt | G  | V  | N  | P  | GF | GS | DR  |
|  | ---- | ---------------------- | -- | -- | -- | -- | -- | -- | -- | --- |
|  | 1.   | Barletta               | 41 | 28 | 18 | 5  | 5  | 51 | 24 | +27 |
|  | 2.   | Incedit                | 39 | 28 | 16 | 7  | 5  | 55 | 24 | +31 |
|  | 3.   | Torremaggiore          | 35 | 28 | 15 | 5  | 8  | 45 | 30 | +15 |
|  | 4.   | Manfredonia            | 34 | 28 | 14 | 6  | 8  | 43 | 29 | +14 |
|  | 5.   | Bisceglie              | 30 | 28 | 11 | 8  | 9  | 52 | 36 | +16 |
|  | 6.   | Mesagne                | 31 | 28 | 10 | 11 | 7  | 43 | 32 | +11 |
|  | 7.   | Palo                   | 29 | 28 | 12 | 5  | 11 | 45 | 34 | +11 |
|  | 8.   | Liberty                | 28 | 28 | 12 | 4  | 12 | 44 | 34 | +10 |
|  | 9.   | Martina                | 28 | 28 | 12 | 4  | 12 | 37 | 41 | -4  |
|  | 10.  | Acquaviva              | 27 | 28 | 12 | 3  | 13 | 45 | 32 | +13 |
|  | 11.  | Ostuni                 | 26 | 28 | 11 | 4  | 13 | 28 | 38 | -10 |
|  | 12.  | Pro Gioia              | 23 | 28 | 9  | 5  | 14 | 28 | 49 | -21 |
|  | 13.  | Casarano               | 21 | 28 | 7  | 7  | 13 | 27 | 48 | -21 |
|  | 14.  | CRAL Margherita Savoia | 17 | 28 | 7  | 3  | 18 | 32 | 66 | -34 |
|  | 15.  | Pol. Massafrese        | 11 | 28 | 4  | 3  | 21 | 9  | 78 | -69 |
|  | 16.  | Francavilla            | 2  | 12 | 1  | 0  | 11 | 4  | 47 | -43 |

Legenda:
      Promosso in IV Serie 1955-1956.
      Retrocesso in Prima Divisione Puglia 1955-1956.
 Ritirato a campionato in corso.
Note:
Due punti a vittoria, uno a pareggio, zero a sconfitta.
Francavilla ritirato alla tredicesima giornata e poi fallito.